# حسن رجب
حسن رجب (29 مايو 1961 -), ممثل ومخرج إماراتي.

## عن حياته
تخرج من المعهد العالي للفنون المسرحية في الكويت عام 1986. شارك في العديد من الأعمال التلفزونية والمسرحية واشتهر من خلال شخصية (فالح) في مسلسل مرمر زماني، أسس مسرح الفجيرة القومي عام 1979، يشغل منصب رئيس قسم المسرح والسينما بوزارة الثقافة والشباب وتنمية المجتمع وهو أيضاً عضو في مجلس إدارة جمعية المسرحيين في دولة الإمارات

## أعماله

### المسلسلات
- مرمر زماني
- الكفن
- حاير طاير
- أولاد بوجاسم
- أحلام السنين
- عواش
- عندما تغني الزهور
- مسلسل وجه آخر
- غلطة عمر
- سفينة الأحلام
- بركون
- عودة الفارس
- هديل الليل
- أبو الملايين
- القياضة 2
- بنات الطواش

### المسرحيات
- فالتوه
- فالتوه 2
- منحوس منحوس
- البقشة
- التراب الأحمر
- سمنهرور
- بين يومين
- البقشة
- معاريس
- آباء للبيع أو للإيجار
- الطوفة
- الأعرج والمرأة
- ربشة في البقعة
- الصندوق العجيب
- روبن هود مسرح الأطفال
- بطوط الشجاع مسرح الأطفال
- مسرحية مريوم والسنافر
- مسرحية السلوقي
- مسرحية نهارات علول
- مسرحية الغافة
- مسرحية سجل كلثوم اليومي
- مسرحية بين الجد والهزل

### البرامج
- أفتح يا سمسم
- مسابقات شهرزاد العيدية (جزأين)
- فوانيس رمضان
- ليالي القصباء
- مدينة المعلومات
- هدي اعصابك
- عارف مب عارف
- كنز الشارقة

### الإذاعة
- آهات البحر
- رحلة الانتقام
- سوالف رمضانية

## الجوائز والتكريم
- فاز عمل  حاميها حراميها لمسرح الفجيرة القومي بجائزة أفضل عرض مسرحي متكامل.
- فاز مخرج العمل نفسه الفنان حسن رجب بجائزة أفضل إخراج مسرحي، في مهرجان الشارقة المسرحي في دورته التاسعة عشر.
- فاز بستة جوائز في أيام الشارقة المسرحية 2017 بتصميم كل من: الإضاءة - الموسيقى - أزياء - إخراج - وأفضل عمل متكامل)

## وصلات خارجية
- حسن رجب على موقع قاعدة بيانات الأفلام العربية